# クールスカヤ駅 (アルバーツコ＝ポクローフスカヤ線)
座標: 北緯55度45分27秒 東経37度39分28秒 / 北緯55.7576度 東経37.6577度
クールスカヤ駅（クールスカヤえき、ロシア語: Курская）は、モスクワ地下鉄3号線の駅。鉄道のクールスキー駅（クルスク行き列車の発着駅）と接続している。
アルバーツコ＝ポクローフスカヤ線のクールスカヤ駅は環状線ともつながっている。

## 駅の場所
駅の入り口は、クールスキー駅のすぐ北側に位置している。

## 歴史
1938年3月13日に3号線の最初の区間の一部として完成した。

## 乗り換え
- クールスカヤ駅（モスクワ地下鉄5号線）
- チカロフスカヤ駅（モスクワ地下鉄10号線）
- クールスキー駅（国鉄線）